# Arroyo de Benazaire
El arroyo de Benazaire es un curso de agua del interior de la península ibérica. Afluente del río Guadiana, discurre por la provincia de Badajoz.

## Nombre
El arroyo puede aparecer referido con las grafías «Benazaire» y «Venazaire».

## Curso
Discurre por la provincia española de Badajoz. El arroyo, que nace en las inmediaciones de Herrera del Duque, baña las tierras de Fuenlabrada y Helechosa. Tras recoger el caudal de cuerpos de agua como Sotogordo, la garganta del Cubo, Borbollón, Zaucillo y algunos pantanos sitos en su vega, acaba desaguando en el río Guadiana cerca del portillo de Cijara. Aparece descrito en el decimoquinto volumen del Diccionario geográfico-estadístico-histórico de España y sus posesiones de Ultramar de Pascual Madoz con las siguientes palabras:

VENAZAIRE: r. en la prov. de Badajoz, part. jud. de Herrera del Duque: nace á 3 leg. E. de esta v., camino recto á la de Villarta en un valle llamado de Valdemoro (sin duda porque alli habitó el moro viejo, citado en la escritura de venta, otorgada el año 1483 por comision de los Reyes Católicos, á fabor del que en pública subasta, compró los bienes confiscados en dicho valle á Rodrigo Foronda, (herege quemado): corre el r. al O. reuniendo todas las vertientes que hay por espacio de 2 leg. entre las jurisd. de Fuenlabrada y Helechosa, cuyos terrenos, aunque son puramente valdios, contienen propiedades particulares; se aumenta con las aguas de Soto-gordo, pantanos de su vega, garganta del Cubo, Borbollon y Zaucillo, pasa la pretura de la Hoz y se une al Guadiana cerca del portillo de Cijarra.
(Madoz, 1849, p. 657)

Las aguas del arroyo, perteneciente a la cuenca hidrográfica del Guadiana, acaban vertidas en el océano Atlántico.